# 1438 Wendeline
1438 Wendeline este un asteroid din centura principală, descoperit pe 11 octombrie 1937, de Karl Reinmuth.